# Équipe de Corée du Sud de football américain
L'équipe de Corée du Sud de football américain représente la Fédération de Corée du Sud de football américain lors des compétitions internationales, telle la Coupe du monde de football américain depuis 2007.
Après avoir raté les deux premières éditions du rendez-vous mondial en raison de l'opposition avec les doubles champions du monde japonais en phases qualificatives, les Coréens sont qualifiés pour participer à la phase finale de la Coupe du monde en juillet 2007 au Japon. Ils ont écarté l'Australie en match décisif 22-13.

## Palmarès
Coupe du monde de football américain
- 1999 : éliminés en qualifications préliminaires
- 2003 : éliminés en qualifications préliminaires. Battus par le Japon 88-0.
- 2007 : Cinquième. Vainqueur en finale pour la 5e place de la France 3-0.
- 2011 : éliminés en qualifications préliminaires. Battus par le Japon 76-0[1].

## Sources
- Encyclopédie du football américain sur le site warriorsbologna.it